# Svádov (hrad)
Hrad Svádov stál do 19. století na návrší (140 m n. m.) na pravém břehu Labe v místní části Svádov města Ústí nad Labem. Na místě zaniklého hradu stojí dům čp. 13.

## Historie

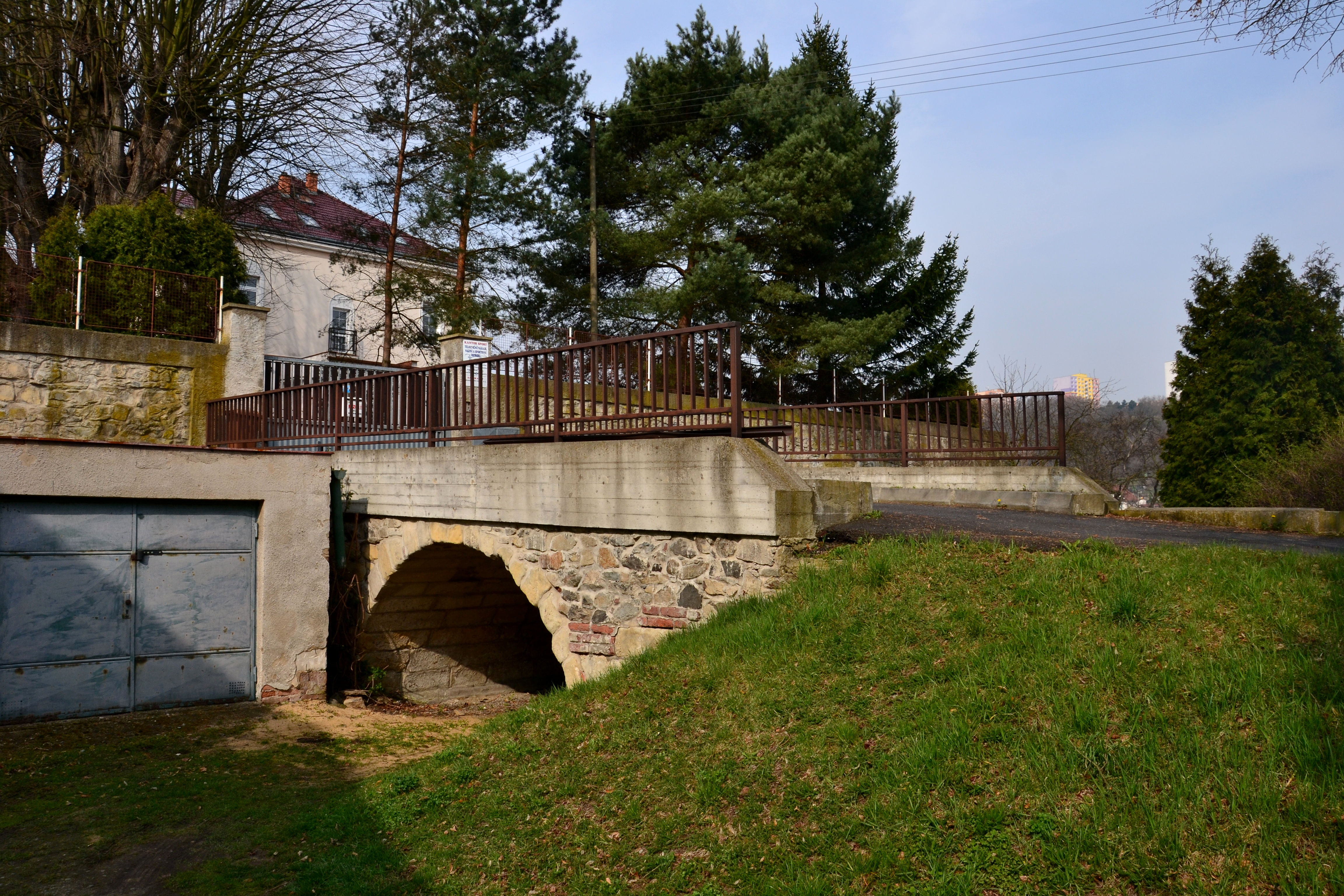
Renesanční most přes zbytek příkopu

Hrad zřejmě založil některý z přemyslovských panovníků během 13. století. Písemné prameny ho poprvé zmiňují roku 1283. Od přelomu 13. a 14. století patřil Vartenberkům. Zikmund Děčínský z Vartenberka musel hrad z finančních důvodů před rokem 1414 prodat Mikuláši z Okoře. Jeho rodina o hrad později vedla spory s Bohužem ze Zvěřince, ale patřil jí až do roku 1452, kdy ho získal Jan z Vartenberka. Následovalo období, kdy hrad vystřídal mnoho majitelů, až ho v roce 1548 koupil Mikuláš ze Salzhausenu, jehož potomek Bedřich ho přestavěl na renesanční zámek. Zámek byl poškozen během třicetileté války. V šedesátých a sedmdesátých letech 17. století byl opravován a rozšířen v barokním slohu.
Na přelomu 18. a 19. století byla v zámku místní škola. V roce 1814 částečně vyhořel a přestal být udržován. Neudržované budovy se roku 1894 zřítily, a byly proto strženy. Na jejich místě byla postavena vila.

## Stavební podoba
Podobu hradu známe díky plánu z roku 1720 otištěném v Sedláčkově díle, kterému odpovídá i současná půdorysná situace pozemku. Staveniště hradu bylo zřejmě chráněno příkopem, přes který se vstupovalo do obdélného předhradí. Za ním se nacházelo pětiboké jádro, ve kterém stál bergfrit a obytný palác. Během pozdější přestavby byla k zadní straně přistavěna další budova. Je možné, že byla postavena v původním parkánu. Vila, která na místě hradu stojí, zřejmě obsahuje zdivo hradního paláce nebo zámku.
Hrad byl během své existence označován také jako tvrz či pouhý dvůr. Je možné, že starší královský hrad zanikl a na jeho místě postavili Vartenberkové hrad bergfritového typu.